# Flughafen Ayacucho

i7
i11
i13

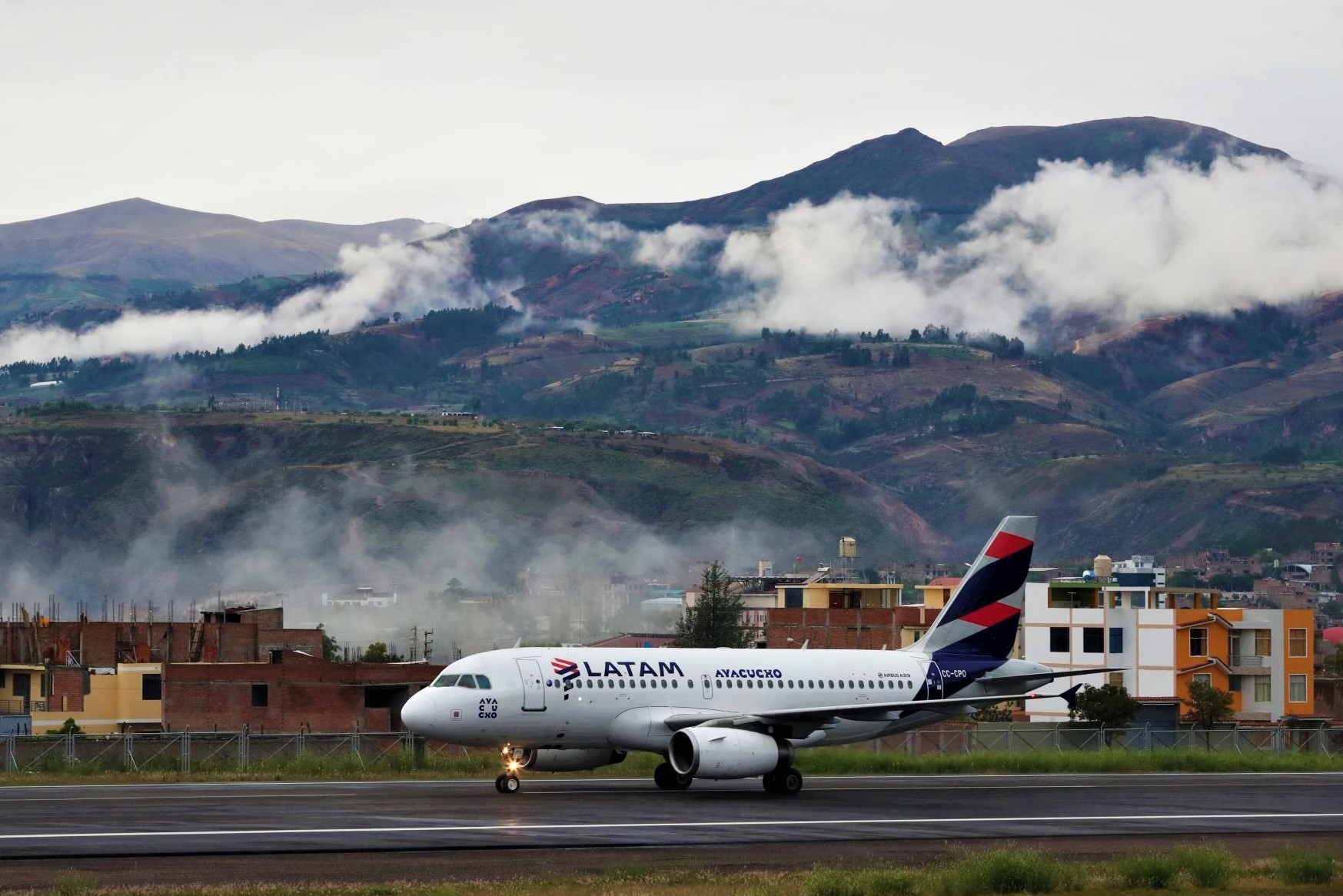
Flughafen Ayacucho (2022)

Der Aeropuerto Coronel FAP Alfredo Mendivil Duarte (IATA-Code: AYP, ICAO-Code: SPHO) ist der Verkehrsflughafen der peruanischen Stadt Ayacucho.

Der Flughafen liegt unmittelbar im östlichen Stadtzentrum.
Die Verwaltung über den Flughafen obliegt der staatlichen Behörde CORPAC S.A. (Corporación Peruana de Aeropuertos y Aviación Comercial S.A.), die auch zahlreiche andere Verkehrsflughäfen im Land verwaltet.
Am Flughafengelände befindet sich auch ein ungerichtetes Funkfeuer (NDB) mit der Kennung AYA.

## Flugverkehr
Die Fluggesellschaften LC Perú und Star Perú verbinden den Flughafen mit der peruanischen Hauptstadt Lima.